# 570 a.C.
Il 570 a.C. (DLXX a.C. in numeri romani) è un anno  del VI secolo a.C.

## Nati
- Senofane, filosofo e poeta greco antico († 475 a.C.)

## Morti
- Aprie, sovrano egizio